# 微電影
微電影（英語：Micro Movie或Micro Film）發展於2007年，主要是指时长较短但制作方式与电影相似的行銷作品。適合在移動狀態或是短時間休憩狀態下所觀看，且有完整故事情節。微电影的時間長度沒有標準，可以單獨成篇，但也有成系列的小型電影。微电影主要以公益推廣、形象宣傳、商業訂製、個人創意等为目的，因其长度较短且有完整劇情呈現，對民眾來說是受歡迎且具有吸引力，因此近年來微電影以各種形式被社會各界廣泛地使用中。
第一部微型电影（Micro movie）是2010年根據微小說《一觸即發》所拍攝的同名作品，該作品雖以類007故事為藍本，為凱迪拉克的廣告行銷變形。微型电影院（Microcinema）則是1994年由雷貝嘉·巴頓（Rebecca Barten）及大衛·謝爾曼（David Sherman）於舊金山的Total Mobile Home microCINEMA創建推廣。兩者其意涵、世代、媒介略有不同。2007年巴黎市政府舉辦的法國影像論壇在第三屆口袋影展亦提出了微電影的概念。
微電影不是純創作的短片（SHORT FILM）。短片相較於長片為時間較短之電影，如劇情片較長者為劇情長片（俗稱的電影），較短者稱為劇情短片。而微電影是異於電影創作的行銷方法，為故事行銷的一種分支。
在臺灣，與微電影相關的民間組織有得利影視股份有限公司成立的in微創影像創作平台（in movie）、中華民國微電影協會（Micro Movie Association）、台灣微電影創作協會(Taiwan Micro Film Association)及國立臺中科技大學微電影培育中心（Microfilm Center）等單位，尚無有政府官方所成立的正式機構。
在中國大陸，微电影通常在新媒體平台（如优酷、土豆等影音網站）上发布。
香港開埠以來第一個微電影廣告是由著名廣告人Desmond So所構思，他首度以微電影的手法創作了一系列為人熟識的保險廣告。將廣告創作推至另一高峰。

## 外部連結
- 國立臺中科技大學微電影培育中心 （页面存档备份，存于）
- 中華民國微電影協會 （页面存档备份，存于）
- 台灣微電影創作協會 （页面存档备份，存于）